# Justizwache
Die Justizwache ist in Österreich der Wachkörper des Bundesministeriums für Justiz. Ihre Aufgabe ist die Sicherung von Justizanstalten und die ausschließliche Bewachung und weitgehende Betreuung von Insassen. Bei der Zählung im Juli 2022 waren in den 28 Justizanstalten des österreichischen Strafvollzugs 4.147 Bedienstete beschäftigt.

## Konzeption

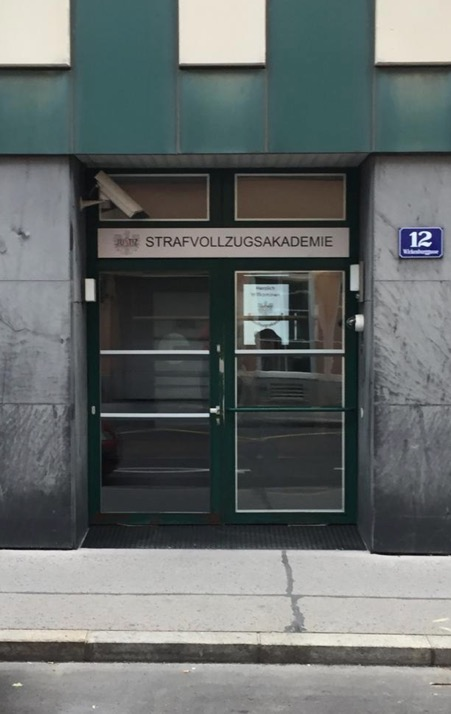
Eingang zur Strafvollzugsakademie in Wien

Die österreichische Justizwache ist ein uniformierter, nach militärischem Muster organisierter sowie mit Exekutivbefugnissen ausgestatteter Wachkörper. Dieser ist gem. § 13a des Strafvollzugsgesetzes den Vollzugsbehörden beigegeben. Die Exekutivbeamten sind der Vollzugsbehörde erster Instanz als Hilfsorgan zur Seite gestellt. Sie unterstützen die Anstaltsleiter bei der Erfüllung der gesetzlichen Aufgaben in den Justizanstalten. Sie sind in dienst- und besoldungsrechtlicher Hinsicht den Organen der Bundespolizei gleichgestellt.
Vollzugsoberbehörde ist die Generaldirektion für den Strafvollzug und den Vollzug freiheitsentziehender Maßnahmen, eine Sektion des Bundesministeriums für Justiz. Der Generaldirektion obliegen die operative Durchführung des Straf- und Maßnahmenvollzuges nach den Bestimmungen des Strafvollzugsgesetzes einschließlich der Errichtung, Erhaltung und Erneuerung der Anstalten zum Vollzug von Freiheitsstrafen, der Planstellenbewirtschaftung und dem operativen Controlling. Die Generaldirektion hat für den gesetzmäßigen Betrieb dieser Anstalten und, insbesondere auch durch Ziel- und Leistungsvereinbarungen mit den einzelnen Anstalten, für einen an den Vollzugszwecken und den Grundsätzen der Menschenwürde und Wiedereingliederung der Strafgefangenen und Untergebrachten orientierten, möglichst hohen Vollzugsstandard unter Bedachtnahme auf Sicherheit und Ordnung zu sorgen. Sie führt nach Maßgabe des StVG die Aufsicht über den gesamten Vollzug. Zudem ist ihr die Bildungseinrichtung für den Straf- und Maßnahmenvollzug („Strafvollzugsakademie“) als eigene Organisationseinheit unterstellt.
Eine Umbenennung der Justizwache in Justizpolizei wurde von einigen Gewerkschaftern angedacht, ein entsprechender Entschließungsantrag der FPÖ im Nationalrat wurde 2021 aber abgelehnt.

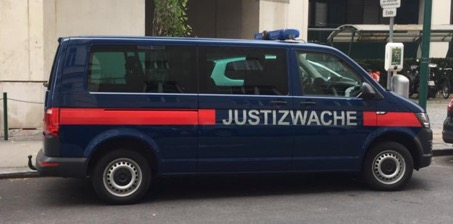
Fahrzeug der Justizwache in der aktuellen Farbgebung vor dem Landesgericht für Strafsachen und der Justizanstalt Wien-Josefstadt

## Besondere Einheiten

### Justizwache Einsatzgruppe – JEG
Seit 1996 steht der Justizwache die Justizwache Einsatzgruppe (JEG) für besondere Gefahrensituationen zur Verfügung. Die JEG ist in den jeweiligen Justizanstalten disloziert. Ausgewähltes Justizwachepersonal (etwa 20 %) erhält dazu eine Zusatzausbildung. Die JEG kommen pro Justizanstalt etwa 2 × täglich bspw. bei Durchsuchungen, Schlägereien oder Widerstandshandlungen zum Einsatz.

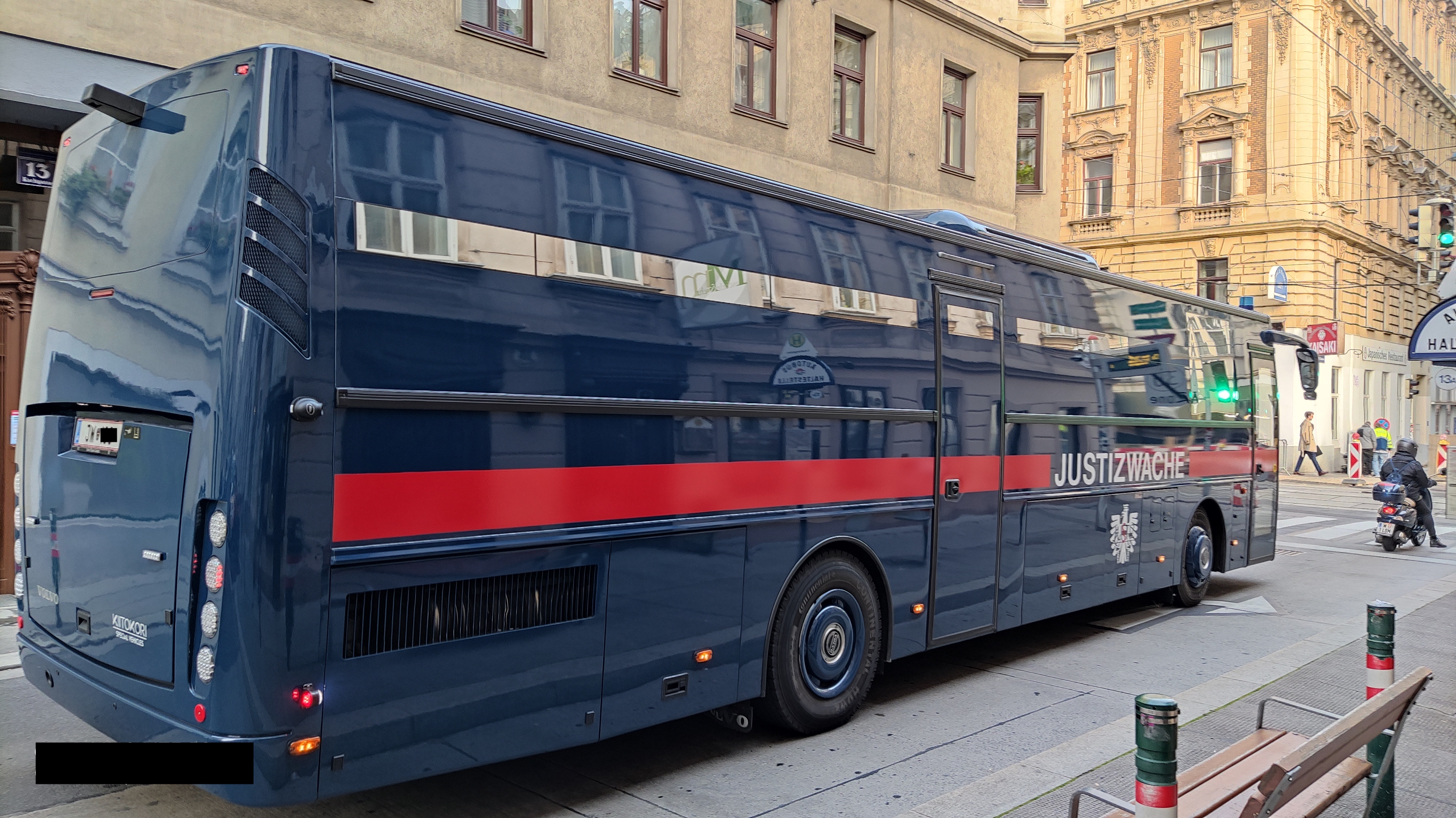
Gefangenentransportomnibus der Justizwache

### Prison Service Extradition Unit
Seit 2019 ist die Prison Service Extradition Unit die "Überstellungseinheit" der Justizwache. Die Prison Service Extradition Unit überstellt Häftlinge in ihre jeweiligen Heimatländer, damit diese ihre Strafen in ihren Heimatländern absitzen können. Der Transport findet auf dem Landweg mit speziellen Fahrzeugen statt.

### Justizwache Sanitäter – Medics
Mit Aufkommen der Covid-19-Pandemie etablierte sich vor allem in der Justizanstalt Wien-Josefstadt eine kleine Gruppe der sogenannten "Medics". Alarmierbar bei medizinischen Notfällen sowie als Teil des internen Alarmplans bei Einsätze der ansässigen BTF, oder der JEG.

## Bewaffnung

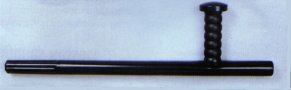
Der Rettungsmehrzweckstock in einer Ausführung der Bundespolizei

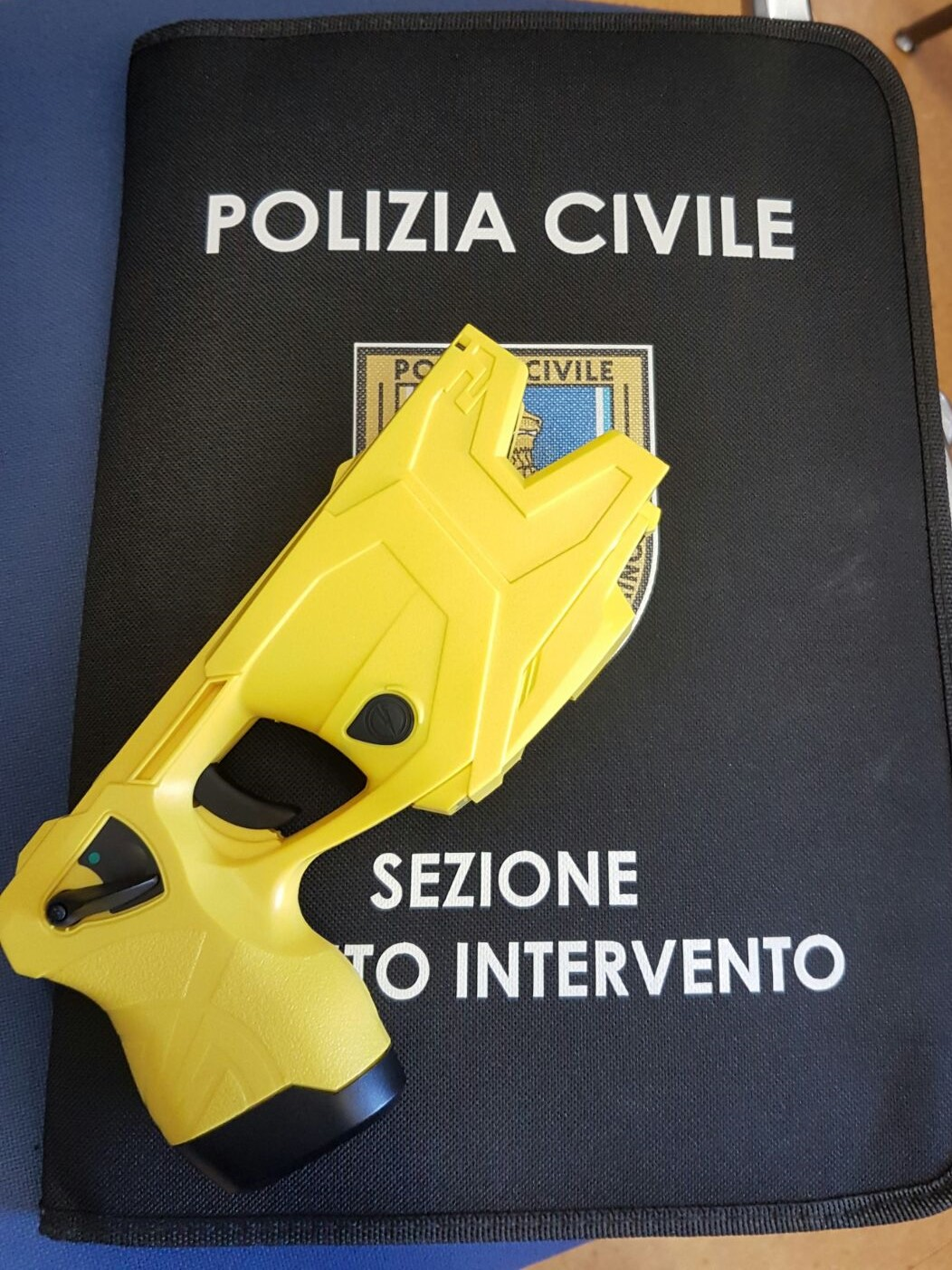
Ein neueres Modell für die Justizwache: Taser X2

Der Gebrauch einer Waffe als Mittel der Ausübung von Zwangsgewalt ist in den Paragraphen 104 und 105 StVG geregelt. Der Justizwache stehen generell zwei Arten von Waffen zur Verfügung: Jene, die von den Beamten während ihrer Dienstzeit ständig getragen werden (Primärwaffen), und jene, deren Einsatz vom Anstaltsleiter oder dem zuständigen Inspektionsdienst angeordnet werden muss.
Zu der ersten Kategorie zählen der Schlagstock (und als besondere Ausführung der Rettungsmehrzweckstock, ein Tonfa-Schlagstock) und der Pfefferspray MK-3. Während des Nachtdienstes und gegebenenfalls auch bei Ausführungen tragen die Beamten zusätzlich die Dienstpistole Glock 17 bei sich. In die Kategorie jener Waffen, deren Einsatz ausdrücklich angeordnet werden muss, fallen unter anderem das Steyr AUG A3 9mm als Langwaffe, das Tränengasgewehr, der Tränengaszerstäuber und der Pfefferspray OJ 400a.
Tränengasgewehr und der Tränengaszerstäuber wurden seit 2008 weitgehend durch Pfefferspray – Modell OJ 400a – ersetzt.
Zusätzlich ist auch der Einsatz der Elektroschockpistole Taser in den österreichischen Justizanstalten nach Anordnung durch den Anstaltsleiter zulässig. Kurzzeitig war vom 10. November 2004 bis zum 20. Februar 2008 der Gebrauch dieser Waffe zunächst erlaubt worden, nach massiven Protesten stellte die Bundesministerin für Justiz den Gebrauch des Tasers allerdings wieder ein. Erst ab Juni 2009 erlaubte die neue Justizministerin Claudia Bandion-Ortner wieder den Einsatz des Tasers unter besonders strengen Voraussetzungen.
2018 hat die Justizwache das neuere Modell Taser X2 erhalten, das nach abgeschlossener Ausbildung von speziell geschulten Beamten eingesetzt werden darf. Zusätzlich gab es taktische Überziehwesten, Drohnenabwehrpistolen, Teleskopeinsatzstöcke und Sicherheitsausrüstung für Berufsanfänger.
Die Mitglieder der Justizwacheeinsatzgruppe sind zusätzlich zum Rettungsmehrzweckstock noch mit Schutzschilden und -helmen ausgerüstet, um im Bedarfsfall zusätzlich geschützt vorgehen zu können.

## Korpsabzeichen

Ehemaliges Korpsabzeichen der Justizwache

Vor der Neuuniformierung im Jahr 2006 stellte sich das Korpsabzeichen der Justizwache wie folgt dar: Innerhalb einer runden Randeinfassung befand sich ein Bindenschild, dargestellt durch Österreichs Farben rot-weiß-rot, der von einem senkrecht stehenden Schwert teilweise abgedeckt wurde. Der Griff des Schwertes verdeckte eine Kette, die beiderseits des Griffes je zwei Kettenglieder zeigte. Ein die Kettenglieder fortsetzender Lorbeerkranz umkränzte den Bindenschild. Sowohl Schild, Schwert und Kette symbolisierten von alters her die Gerichtsbarkeit. Ein Band verband die Rechtssymbole mit einem Lorbeerkranz, der auf die Würde und Ehrenhaftigkeit aller mit der staatlichen Rechtspflege befassten Personen hinwies.
Das nunmehrige Korpsabzeichen stellt das österreichische Bundeswappen dar, welches von einer runden Einfassung (wie beim ehemaligen Korpsabzeichen) umschlossen wird. Es weicht damit nur mehr marginal vom Korpsabzeichen der Bundespolizei ab, bei welchem das Bundeswappen von einem Eichenlaubkranz eingefasst ist.
Die Rangabzeichen der Justizwache gleichen seit 2010 denen der Bundespolizei. Davor war anstelle des Bundesadlers das Korpsabzeichen zu sehen.